# Leuchttürme Pāvilosta
Die Leuchttürme Pāvilosta (lettisch Pāvilostas bākas) befinden sich in Pāvilosta (deutsch Paulshafen) im Bezirk Dienvidkurzeme. Mit dem Bau der Flottenbasis Libau 1893 belebte sich der Hafen durch das Verschiffen von Baumaterial.
Eine kleinere Werft bestand bis zum Ersten Weltkrieg. Nach dem Zweiten Weltkrieg belebte die Fischerei-Kolchose den Schiffsverkehr und erforderte modernere Navigationseinrichtungen.
| Leuchtfeuer | Leuchtfeuer                     | Positionskordinaten             | Baujahre             | Kennung               | Reichweite           | Höhe                 | Feuerhöhe            | UKHO #, LJA #        |
| --- | ------------------------------- | ------------------------------- | -------------------- | --------------------- | -------------------- | -------------------- | -------------------- | -------------------- |
| | Mole West                       | 56° 53′ 31,2″ N, 21° 9′ 59,4″ O | 1901 1938            | Fl(2)R.3s 00.5+(02.5) | 5 sm (9,3 km)        | 26 ft (7,9 m)        | 8 ft (2,4 m)         | C 3443.5 670         |
| Mole Ost | 56° 53′ 30,6″ N, 21° 10′ 3,6″ O | Fl(2)G.3s 00.5+(02.5)           | 1901 1938            | C 3443.4 675          | 5 sm (9,3 km)        | 26 ft (7,9 m)        | 8 ft (2,4 m)         |                      |
| Bild gesucht Die Wikipedia wünscht sich an dieser Stelle ein Bild vom hier behandelten Ort. Falls du dabei helfen möchtest, erklärt die Anleitung , wie das geht. BW | Richtfeuer Oberfeuer            | 56° 53′ 13″ N, 21° 10′ 27″ O    |                      | Iso.R.3s 01.0+(02.0)  | 15 sm (27,8 km)      | 49 ft (14,9 m)       | 59 ft (18 m)         | C 3443.1 661         |
| Bild gesucht Die Wikipedia wünscht sich an dieser Stelle ein Bild vom hier behandelten Ort. Falls du dabei helfen möchtest, erklärt die Anleitung , wie das geht. BW | Richtfeuer Unterfeuer           | siehe Infobox rechts            | siehe Infobox rechts | siehe Infobox rechts  | siehe Infobox rechts | siehe Infobox rechts | siehe Infobox rechts | siehe Infobox rechts |